# 格雷斯 (愛達荷州)
格雷斯（英語：Grace）是一個位於美國愛達荷州卡里布縣的城市。

## 地理
格雷斯的座標為42°34′34″N 111°43′47″W / 42.57611°N 111.72972°W，而該地的平均海拔高度為1687米（即5535英尺）。

## 人口
根據2010年美國人口普查的數據，格雷斯的面積為2.48平方千米，當中陸地面積為2.48平方千米，而水域面積為0.00平方千米。當地共有人口915人，而人口密度為每平方千米368.95人。